# ヨアン・M・ルイス
ヨアン・M・ルイス（Ioan M.Lewis、1930年1月30日 - 2014年3月14日）は、元ロンドン大学人類学教授。
グラスゴー大学で化学を学んだのち、オクスフォード大学で人類学を学ぶ。シャーマニズムにおいて憑依ポゼッションを重視し、ソマリアで遊牧民のフィールド調査を行ったことにより1969年博士号を取得した。1969年からロンドン・スクール・オブ・エコノミクス（ロンドン大学）人類学教授。国際アフリカ研究所の諮問委員も務める。1969年から1974年にかけては王立人類学研究所の機関紙の編集主任を務める。

## 著作
- Ecstatic Religion: An Anthropological Study of Spirit Possession and Shamanism 1971年、邦題は『エクスタシーの人類学 憑依とシャーマニズム』 ISBN 9784588001536
- 『社会人類学の展望』 1976年
- 『ソマリランドの現代史』 1979年
- 『シンボルと精神』 1982年